# Semiothisa s-signata
Semiothisa s-signata är en fjärilsart som beskrevs av Alpheus Spring Packard 1873. Semiothisa s-signata ingår i släktet Semiothisa och familjen mätare. Inga underarter finns listade i Catalogue of Life.